# 스즈키 유타카 (배우)
스즈키 유타카(일본어: 鈴木 豊, 1970년 8월 11일 ~ )는 일본의 배우이다.